# Cyrtodesmus festae
Cyrtodesmus festae är en mångfotingart som först beskrevs av Filippo Silvestri 1898.  Cyrtodesmus festae ingår i släktet Cyrtodesmus och familjen Cyrtodesmidae. Inga underarter finns listade i Catalogue of Life.